# Юлиана фон Барби-Мюлинген
Юлиана фон Барби-Мюлинген (на немски: Juliane von Barby-Mühlingen; * 1562; † 8 ноември 1590, Лора) е графиня на Барби-Мюлинген и чрез женитба графиня на Хонщайн в Южен Харц.

## Биография
Тя е дъщеря на граф Албрехт X фон Барби и Мюлинген (1534 – 1586) и съпругата му принцеса и Мария фон Анхалт-Цербст (1538 – 1563), дъщеря на княз Йохан II фон Анхалт-Цербст (1504 – 1551) и Маргарета фон Бранденбург (1511 – 1577), дъщеря на курфюрст Йоахим I Нестор от Бранденбург и принцеса Елизабет Датска.
Юлиана фон Барби-Мюлинген умира на 8 ноември 1590 г. в Лора, Тюрингия, и е погребана в манастир Валкенрид.

## Фамилия
Юлиана фон Барби-Мюлинген се омъжва на 10 септември 1582 г. за граф Ернст VII фон Хонщайн (1562 – 1593), син на граф Фолкмар Волф фон Хонщайн (1512 – 1580) от тюрингския род на графовете на Хонщайн, и първата му съпруга графиня Маргарета фон Барби-Мюлинген (1528 – 1567), дъщеря на граф Волфганг I фон Барби-Мюлинген († 1565) и графиня Агнес фон Мансфелд-Мителорт († 1558). Те имат пет деца:
- Фолкмар Волф (* 1583; † 16 декември 1586), който умира на три години.
- Мария Магдалена фон Хонщайн (* 14 октомври 1584; † 5 януари 1590)
- Ердмута Юлиана фон Хонщайн-Клетенберг (* 11 май 1587; † 28 юли 1633), омъжена за граф Йохан Лудвиг фон Глайхен-Тона (* 1565; † 15/17 януари 1631), син на граф Георг фон Глайхен-Тона († 1570) и Валдбург фон Пирмонт-Шпигелберг († 1599)
- Елизабет фон Хонщайн (* 8 юни 1588; † 29 септември 1588)
- Доротея Елизабет фон Ифелд? (* 25 май 1589; † 8 май 1595)

Ернст се жени втори път на 18 юни 1592 г. в Щетин за графиня Агнес фон Еверщайн от Померания (* 1576; † 27 ноември 1636).